# Governo Soult III
Il Governo Soult III è stato un governo francese della monarchia di luglio, in carica dal 29 ottobre 1840 al 18 settembre 1847, per un totale di 6 anni, 10 mesi e 20 giorni.

## Cronologia

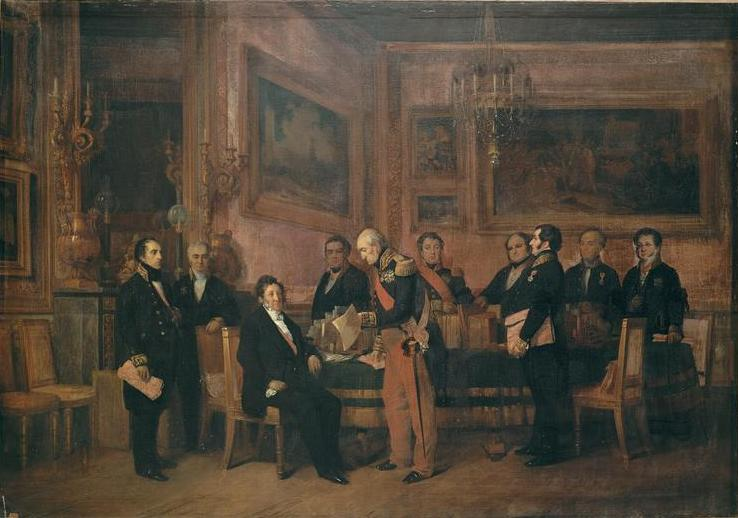
Il Maresciallo Soult (in piedi al centro) porge a Luigi Filippo (seduto al centro), affiancato da Guizot, la legge sulla Reggenza. Dietro di loro il consiglio dei ministri testimonia la firma (1844).

- 29 ottobre 1840: il consiglio dei ministri discute la proposta di legge di Rémusat, mirante a limitare il ruolo del sovrano in politica estera; Luigi Filippo, contrario ad ogni cessione del suo potere, costringe il governo Thiers II alle dimissioni, sostituendolo prontamente con un nuovo esecutivo guidato dal Maresciallo Soult, ma di fatto diretto da François Guizot
- 13 luglio 1842: muore in un incidente a cavallo il principe reale ed erede al trono Ferdinando d'Orléans, a soli 31 anni; Luigi Filippo inizia a ritirarsi dagli affari di Stato, mentre la monarchia vede erodersi sempre di più la sua popolarità
- 15 agosto 1842: viene varata la legge sulla Reggenza, che nel caso di morte del sovrano prevede che la reggenza per suo nipote Filippo di Parigi passi a Luigi di Nemours fino alla maggiore età dell'erede
- 9 settembre 1842: viene stabilito il protettorato francese sul Regno di Tahiti
- 25 maggio 1846: Luigi Napoleone Bonaparte fugge dalla fortezza di Ham, riparando prima in Belgio poi nel Regno Unito[1]
- 12 marzo 1847: il guardasigilli Nord viene ritrovato morto, ufficialmente per un ictus. Prove circostanziali tuttavia indicano un possibile suicidio, dovuto secondo voci di corridoio ad un possibile ricatto circa la sua possibile relazione omosessuale con Henri-Clément Sanson
- Maggio 1847: scoppia lo scandalo Teste-Cubières, che coinvolge gli ex-ministri della maggioranza Amédée Despans-Cubières e Jean-Baptiste Teste, pagati dalla compagnia mineraria di Gouhenans per favoritismi commerciali; i due sono condannati l'8 luglio dello stesso anno
- 10 luglio 1847: si tiene il primo evento della cosiddetta "campagna dei banchetti", promossa unitamente da repubblicani, legittimisti ed il centro-sinistra per introdurre il suffragio universale
- 24 agosto 1847: il deputato e nobile Charles de Choiseul-Praslin, sotto processo per l'uxoricidio della moglie Françoise (figlia del Maresciallo Sébastiani), si suicida in carcere. L'infedeltà coniugale di Françoise Sébastiani, coperta dal padre attraverso il ricatto, gettano discredito sull'aristocrazia e l'alta società[2]
- 18 settembre 1847: per motivi sia di anzianità che d'integrità, il primo ministro Soult si dimette, venendo prontamente sostituito da Guizot

## Consiglio dei Ministri
Il governo, composto da 9 ministri (oltre al presidente del consiglio), vedeva inizialmente partecipi:
| Carica                                    | Titolare | Titolare                | Partito       |  |
| ----------------------------------------- | -------- | ----------------------- | ------------- |  |
| Presidente del Consiglio dei Ministri     |          | Jean-de-Dieu Soult      | Nessuno       |  |
|                                           |          |                         |               |  |
| Ministro degli Affari Esteri              |          | François Guizot         | Centro-destra |  |
| Ministro dell'Interno                     |          | Tanneguy Duchâtel       | Centro-destra |  |
| Ministro della Giustizia                  |          | Nicolas Martin du Nord  | Centro-destra |  |
| Ministro della Guerra                     |          | Jean-de-Dieu Soult      | Nessuno       |  |
| Ministro della Marina e delle Colonie     |          | Guy-Victor Duperré      | Nessuno       |  |
| Ministro delle Finanze                    |          | Georges Humann          | Centro-destra |  |
| Ministro della Pubblica Istruzione        |          | Abel-François Villemain | Terzo Partito |  |
| Ministro dei Lavori Pubblici              |          | Jean-Baptiste Teste     | Terzo Partito |  |
| Ministro del Commercio e dell'Agricoltura |          | Laurent Cunin-Gridaine  | Centro-destra |  |

Vista la longevità del governo, straordinario e senza ogni precedenti nella storia parlamentare francese, non mancarono cambi ministeriali per mantenere saldi gli equilibri di potere tra la maggioranza conservatrice e il sovrano, nonché a causa di decessi o eventi inattesi. In ordine d'avvenimento, i cambi furono:
- 25 aprile 1842: alle Finanze, Georges Humann viene sostituito da Jean Lacave-Laplagne
- 7 febbraio 1843: alla Marina, Guy-Victor Duperré viene sostituito da Albin Roussin
- 24 luglio 1843: alla Marina, Albin Roussin viene sostituito da Armand de Mackau
- 16 dicembre 1843: ai Lavori Pubblici, Jean-Baptiste Teste viene sostituito da Pierre Sylvain Dumon
- 1º febbraio 1845: all'Istruzione, Abel-François Villemain viene sostituito da Narcisse-Achille de Salvandy
- 10 novembre 1845: alla Guerra, Jean-de-Dieu Soult (primo ministro) viene sostituito da Alexandre Moline de Saint-Yon
- 14 marzo 1847: alla Giustizia, Nicolas Martin du Nord viene sostituito da Michel Hébert

Il 9 maggio 1847 viene effettuato un grande rimpasto, operato da François Guizot (de facto capo del governo) per sbarazzarsi dei ministri ritenuti eccessivamente attaccati al sovrano. Questi sono:
- alla Guerra, Alexandre Moline de Saint-Yon viene sostituito da Camille Alphonse Trézel
- alla Marina, Armand de Mackau viene sostituito da Napoléon Lannes
- alle Finanze, Jean Lacave-Laplagne viene sostituito da Pierre Sylvain Dumon
- ai Lavori Pubblici, Dumon viene rimpiazzato da Hippolyte Paul Jayr